# Søren Kjær (politiker)
 Der er flere personer med dette navn, se Søren Kjær.
Søren Nielsen Kjær (7. januar 1827 i Vinderslev, Lysgård Herred – 11. december 1893 i København) var en dansk gårdejer og politiker.
Han var født 7. januar 1827 i Vinderslev, Lysgård Herred, søn af lejehusmand Niels Sørensen Kjær (1797-1847), måtte allerede i 10-års alderen ud at tjene til sit brød. Han var 1849-50 soldat (blev såret ved Isted) og overtog derefter moderens huslod i Ilsø, Skjern Sogn, Middelsom Herred. Ved driftighed og sparsommelighed arbejdede han sig således op, at han 1864 kunne købe en lille gård i nabosognet Helstrup, og senere blev han endog en velstående mand.
Han blev tidligt grebet af politisk interesse og søgte 1855 forgæves valg til Folketinget i Viborg Amts 4. kreds, men nåede året efter sit ønske ved et udfyldningsvalg og sad nu uafbrudt i Folketinget for denne kreds i 25 år indtil sommeren 1881. Han var ligeledes valgt her til Rigsrådets Folketing 1864-66. Kjær gjorde tidlig en vis opsigt som Rigsdagsmand. Han havde et lyst hoved, hurtig opfattelse og god hukommelse og forbandt hermed en naturlig veltalenhed og et uforfærdet mod til at give sig i kast med politiske modstandere, der stod langt over ham i dannelse og kundskaber. Han sluttede sig straks til den Tscherningske gruppe og optrådte som en udpræget modstander af det nationalliberale parti. Særligt angreb han redaktør Carl Steen Andersen Bille for Dagbladets hånlige udfald mod bønderne (Transtøvler o. lign.) og misbilligede skarpt dets krigerske iver 1864 og dets skandinaviske tilbøjeligheder. Kjær fremkom med det kendte citat Jo, hvis dét skal kaldes Fakta, saa benægter a Fakta! netop i en diskussion med Bille.
Men ikke mindre bittert var hans angreb på finansminister C.N. David 1865 for dennes ord om "den kofteklædte Absolutisme", og han tilrådede derimod sammenslutning mellem de store og små landbrugere. Ligeledes var Kjær meget voldsom i sine udtalelser imod præsterne, og medens han ivrig krævede undervisningen i almueskolerne udvidet, var han ikke velstemt over for folkehøjskolerne, der "snarere gik ud paa at danne en Overbondestand end paa at være en almindelig Læreanstalt for Folkelivet". 1870 sluttede Kjær sig til Det forenede Venstre, gik 1878 ved dets deling til den moderate gruppe og trådte djærvt op imod Christen Berg. Skønt ellers ivrig for besparelser og særlig i forsvarsudgifterne stemte Kjær 1880 for den nye hærordning og mistede derfor sin plads i tinget 1881. Først 1887 blev han genvalgt, men faldt på ny 1890 og måtte 1892 søge sig en ny kreds (Århus Amts 3. kreds, Skjoldelev). Henimod slutningen af sin tid på tinge blev han mere afdæmpet og blev i 1870'erne forsonet med Bille, som han næsten fik et venskabeligt forhold til. Kjær sagde ved denne lejlighed "Det ligger vel i, at vi begge to ere blevne ældre."
Kjær var desuden fra 1873 distriktskommissær i Den nørrejyske Brandforsikring og 1878-80 næstformand i dens bestyrelse. Han døde 11. december 1893. Kjær blev 1854 gift med Christine Marie Nielsen (f. 1. marts 1830), datter af skovfoged Niels Christensen i Hjermind.
Han er begravet på Helstrup Kirkegård, Middelsom Herred. Der findes karikerende litografier af Knud Gamborg 1887, et træsnit 1874 og et litografi på lommetørklæde (Frederiksborgmuseet).